# Abaças
Abaças é uma povoação portuguesa sede da Freguesia de Abaças do Município de Vila Real, freguesia com 18,87 km² de área e 836 habitantes (censo de 2021), tendo, por isso, uma densidade populacional de 44,3 hab./km².
Inclui no seu território os seguintes lugares: Abaças (sede), Bujões, Fontelo, Jorjais, Magalhã e Vilarinho do Tanha. Magalhã e Jorjais são lugares meeiros, isto é, partilhados com a freguesia de Andrães.

## Etimologia
De acordo com o Dicionário infopédia de Toponímia, Abaças é nome derivado do antropónimo árabe Abbas (transcrição: إبباس). A forma feminina do nome referia-se a um termo subentendido da propriedade.
De acordo com o livro Dicionário do Nome das Terras, de João Fonseca, este topónimo é nome derivado do árabe Ilhabaxa (transcrição: ىلهاباخا), que significa "aldeia negra".

## História
Abaças recebeu foral de D. Sancho I (24 de abril de 1200), através do qual se estabeleceu o termo (município) de Abaças, com delimitação difícil de estabelecer, por já não existirem muitos dos topónimos aí referidos. Porém, antes deste Foral de Abaças, Dom Sancho I concedeu Foral a Bujões, no ano de 1191, sendo um dos mais antigos de Portugal. Além disso, Bujões deu nome aos  sete machados da idade do Bronze, " machados Bujões/ Barcelos" que ali foram encontrados quando da escavação para abertura da Fonte, encontrando-se alguns no Museu Nacional de Arqueologia e um outro no Museu Morais Sarmento, em Guimarães. Além disso, existem outros achados arqueológicos de origem romana, alguns deles depositados no primeiro daqueles museus, situado no Mosteiro dos Jerónimos. Os limites do Foral de Bujões encontram-se perfeitamente definidos no texto do Foral, reconfirmado pelo rei Don Diniz, após demanda com os moradores de Bujões por causa dos impostos a pagar ao reino. O historiador Padre João Parente publicou vários elementos em livro de sua autoria onde transparece a grandeza da história desta pequena aldeia, cuja posição estratégica para os romanos e por ser rica em caça, sempre teve orgulho em se manter à parte e fazendo fronteira com o concelho vizinho de Peso da Régua e terras de Poiares e Canelas, de que nada teria perdido se delas sempre tivesse feito parceria.
Abaças continuou a ser município pelo menos até ao século XV, quando D. Afonso V confirma todos os privilégios e liberdades concedidos à vila (Ordenações Afonsinas). No entanto, segundo as Memórias de Vila Real, em 1530 consta já como uma freguesia do concelho de Vila Real; o mais provável é o concelho de Abaças ter sido extinto no início do século XVI, aquando das Ordenações Manuelinas.
Tal como todas as demais terras pertencentes aos Marqueses de Vila Real, Abaças passou em 1641 para a posse da Coroa, quando o Marquês e o seu herdeiro foram executados sob acusação de conjura contra D. João IV. Em 1654, passou a integrar o património da recém-criada Sereníssima Casa do Infantado, situação que se manteve até à extinção desta, aquando das reformas do Liberalismo.
São Pedro de Abassas, na grafia da época, era, em 1747, uma freguesia do termo de Vila Real. Estava subordinada à Comarca de Vila Real, Arcebispado de Braga, pertencendo à Província de Trás-os-Montes. No secular estava sujeita às justiças de Vila Real, cuja apresentação pertencia à Sereníssima Casa do Infantado, e no eclesiástico era da jurisdição ordinária. Estava situada em montes e vales de mediana grandeza, por cuja causa admitiam quase todos cultura. Daqui se descobria a cidade de Lamego, que distava desta terra duas léguas e meia, e Vila Real, que também se avistava distante légua e meia. Descobria-se mais para a parte do Poente a Serra do Marão, que distava quatro léguas. Toda esta terra, ou freguesia, se dividia em quatro aldeias, que são as seguintes: Abassas, Fontelo, Magalhão e Bujões.
A paróquia estava pouco distante do lugar de Abassas; seu orago era São Pedro Apóstolo. Tinha quatro altares, no maior estava o Santíssimo Sacramento; da parte da Epístola no primeiro altar estava São Sebastião; no segundo na mesma direitura da parte do Evangelho, a Senhora do Rosário; o quarto da mesma parte de Cristo Crucificado, chamado do Nome de Jesus. Tinha mais duas Irmandades, do Apóstolo São Bartolomeu, e outra das almas no altar da Senhora do Rosário, privilegiado por Bula Pontifícia em todas as segundas-feiras do ano, nas quais se faziam seus aniversários. O pároco era vigário da apresentação do Arcebispo: teria de rendimento 100.000 reis, ou menos, por lhe terem denegada a côngrua, cuja tenuidade vendo um Bailio de Leça, segundo confirmavam os antigos, lhe deus uns dízimos na vila de Canelas, território de Malta, com uma capela de que o dito vigário era administrador; com algumas obrigações, e com estes dízimos, poderia render 300.000 reis. Havia também neste distrito as ermidas seguintes: São Sebastião, Santo Amaro, Nossa Senhora da Conceição, São Brás, São Gonçalo, São Bartolomeu, Espírito Santo, Nossa Senhora da Guia e São Pedro, a qual tem seu ermitão, que apresenta o pároco.
Produzia esta terra frutos medianamente de toda a casta, assim de pão, como de vinho, azeite, e castanha. Tinha algumas famílias nobres. Junto à Ermida de Nossa Senhora da Guia se fazia uma feira todas as segundas-feiras do ano. Pelos confins desta freguesia passava o rio Tanha.

## Demografia
Em 1801 tinha 890 habitantes
, e em 1849 tinha 1080
A população registada nos censos foi:

| Distribuição da População por Grupos Etários | Distribuição da População por Grupos Etários | Distribuição da População por Grupos Etários | Distribuição da População por Grupos Etários | Distribuição da População por Grupos Etários |
| -------------------------------------------- | -------------------------------------------- | -------------------------------------------- | -------------------------------------------- | -------------------------------------------- |
| Ano                                          | 0-14 Anos                                    | 15-24 Anos                                   | 25-64 Anos                                   | > 65 Anos                                    |
| 2001                                         | 141                                          | 170                                          | 506                                          | 257                                          |
| 2011                                         | 126                                          | 93                                           | 492                                          | 254                                          |
| 2021                                         | 59                                           | 75                                           | 412                                          | 290                                          |

## Património
- Igreja Paroquial de Abaças
- Capela da Senhora da Guia
- Capela do Espírito Santo
- Capela em Vilarinho
- Capela em Bujães
- Capela do Senhor do Calvário, em Bujães
- Capela em Fontelo
- Capela em Magalhã
- Capela de São Sebastião, em Vilarinho de Tanha
- Capela do Senhor do Bom Caminho
- Capela do Senhor do Bom Fim
- Capela do Senhor dos Aflitos
- Capela de São Bartolomeu

## Associativismo
- Coro Juvenil de Abaças
- Associação de Caça de Abaças
- Associação Cultural e Recreativa de Abaças - Mérito Rebelde
- Associação Cultura e Desportiva de Abaças